# Il rovescio della medaglia (film)
Il rovescio della medaglia (White Man's Burden) è un film del 1995 scritto e diretto da Desmond Nakano.
È ambientato in una realtà alternativa nella quale sono gli afroamericani a detenere le leve del potere e dell'economia negli Stati Uniti, mentre i bianchi sono in una condizione prevalentemente subalterna. Il titolo originale è ripreso dalla poesia di Rudyard Kipling Il fardello dell'uomo bianco.
Il protagonista è Louis Pinnock (John Travolta), un operaio bianco che rapisce il suo ex datore di lavoro Thaddeus Thomas (Harry Belafonte), un industriale nero che l'ha licenziato per uno sguardo di troppo indirizzato alla moglie.

## Trama
In una cena elegante a casa Thomas, il capofamiglia Thaddeus, ricco industriale, incomincia una discussione sugli uomini bianchi e pretende che essi siano "geneticamente inferiori" perché tanti bambini crescono senza un padre. In questa realtà alternativa, la classe inferiore consiste di americani bianchi che vivono in quartieri-ghetto degradati e infestati dalla criminalità, e deve far fronte a pregiudizi da parte del resto della società; d'altronde, le classi medio-superiori agiate sono costituite prevalentemente di afroamericani. Questi sono predominanti nell'amministrazione, negli affari e nel mondo dello spettacolo e spesso parlano paternalisticamente di come i bambini bianchi vivano in povertà e in condizioni svantaggiate. La ricca famiglia Thomas ne prova ribrezzo e cerca di essere gentile in presenza di bianchi poveri.
Nel tentativo di fare di più di ciò che strettamente richiesto al suo ruolo, Louis Pinnok, un indefesso lavoratore che spera in una promozione alla fabbrica di dolciumi, si offre di consegnare un pacco dopo che è finito il suo turno. Egli la consegna all'amministratore delegato Thaddeus Thomas, che abita in un ricco quartiere abitato prevalentemente da neri. Pinnock è fatto entrare da un servitore bianco al check-point davanti alla residenza dei Thomas, e accidentalmente vede attraverso una finestra la moglie di Thaddeus nuda mentre nella camera da letto si sta vestendo. Thaddeus se ne accorge e se lamenta col direttore della fabbrica, dicendogli durante una cena di fidanzamento in casa che la volta successiva preferirebbe ricevere un altro uomo delle consegne, piuttosto che "Peeping Tom". Sebbene Thaddeus non suggerisca che Pinnock venga punito, il direttore interpreta il messaggio a suo modo e licenzia immediatamente Pinnock. Quest'ultimo torna a casa Thomas nel tentativo di discutere il fraintendimento con Thaddeus, che però, trovandosi in un importante incontro d'affari, rifiuta e manda un messaggio a Pinnock nel quale  dichiara di essere dispiaciuto ma di non poter fare alcunché per aiutarlo. Pinnock lo prega di concedergli due minuti, ma è allontanato rudemente.
Privo di un'istruzione e di competenze specialistiche, Pinnock trova difficilmente un lavoro e non è capace di mantenere la sua famiglia, che una mattina viene svegliata presto dalla polizia, accompagnata dal padrone di casa, col compito di sfrattarla. La suocera di Pinnock rimprovera e denigra Louis per essere un fallimento come uomo; afferma chiaramente che non c'è posto per lui a casa sua, dove invece si stabiliscono la moglie e i due figli.
Come se le cose non potessero andare peggio, il furgone di Louis si rompe ed egli è costretto ad andare a piedi. Mentre vaga depresso e abbandonato nel cuore della notte, Louis è fermato aggressivamente dalla polizia che lo scambia per un rapinatore di banche perché "corrisponde alla descrizione". Gli avventori di un bar escono per gridare contro le forze dell'ordine, chiedendo che lo lascino stare. Pinnock è picchiato brutalmente per aver opposto resistenza, ma la polizia viene respinta dalle bottiglie di birra che la folla inferocita le getta contro.
In una ricerca radicale di giustizia, Pinnock si apposta ancora fuori di casa Thomas e rapisce Thaddeus, sotto la minaccia di una pistola, chiedendogli una grossa somma di denaro come risarcimento per la perdita del lavoro. Dopo diversi tentativi falliti di ritirare i soldi, Pinnock tiene Thomas in ostaggio per tutto il weekend e lo porta nel ghetto dove vive. Thomas non è comprensivo nei confronti di Pinnock, che definisce un fallito che biasima il mondo intero per i suoi problemi; ma attraverso il contatto con Pinnock, si accorge di alcune piccole gioie della vita (Pinnock gli mostra come usare il sale per esaltare il sapore del ketchup con le patatine fritte) e del razzismo latente (i poliziotti neri sono ostili con Pinnock, lo trattano come un criminale sebbene non abbia fatto nulla di male, e capita che lo picchino senza un valido motivo). Alla fine, credendo che porti con sé un'arma, Pinnock viene colpito e ucciso dalla polizia in un tentativo di cercare aiuto per Thomas, che ha disperato bisogno di cure mediche per i suoi problemi respiratori. L'industriale umiliato visita l'addolorata vedova di Pinnock e gli offre il denaro perso da Louis col licenziamento. Essa lo rifiuta e, quando l'imbarazzato Thomas le chiede se ritiene che non basti, dice schiettamente: "Quando mai potrà essere abbastanza?" e gli chiude la porta in faccia.

## Accoglienza
Il film è stato accolto per lo più negativamente dai critici cinematografici. Ha un'approvazione del 24% su Rotten Tomatoes, sulla base di 33 recensioni.

### Incassi
Il film non è stato un successo al botteghino, incassando in patria 3 760 525 dollari a fronte di un investimento di 7 milioni; comunque, il piccolo budget impiegato ha reso minime anche le perdite. È stato visto da varie parti come un segnale sul radar del massiccio ritorno di John Travolta come stella cinematografica, durante la fase della sua carriera successiva a Pulp Fiction.